# Ostrožnik
Ostrožnik – wieś w Słowenii, w gminie Mokronog-Trebelno. W 2018 roku liczyła 54 mieszkańców.